# Фомино (Духовщинский район)
Фомино — деревня в Духовщинском районе Смоленской области России. Входит в состав Третьяковского сельского поселения. Население — 45 жителей (2007 год). 
Расположена в северной части области в 9 км к юго-востоку от Духовщины, в 7 км севернее автодороги М1 «Беларусь». В 11 км юго-восточнее деревни расположена железнодорожная станция Ярцево на линии Москва — Минск. 

## История
В годы Великой Отечественной войны деревня была оккупирована гитлеровскими войсками в июле 1941 года, освобождена в сентябре 1943 года.